# 카오

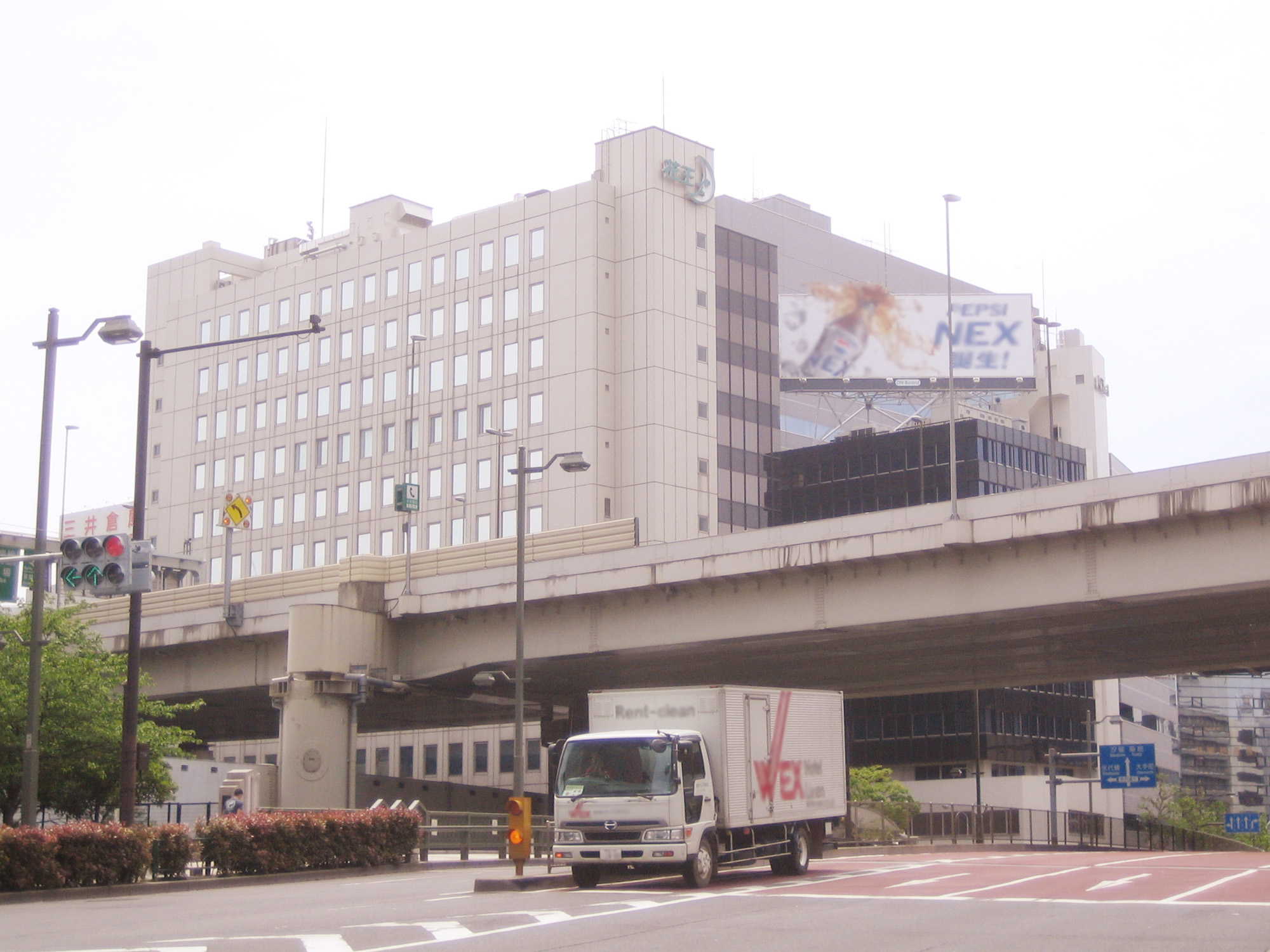
카오 본사

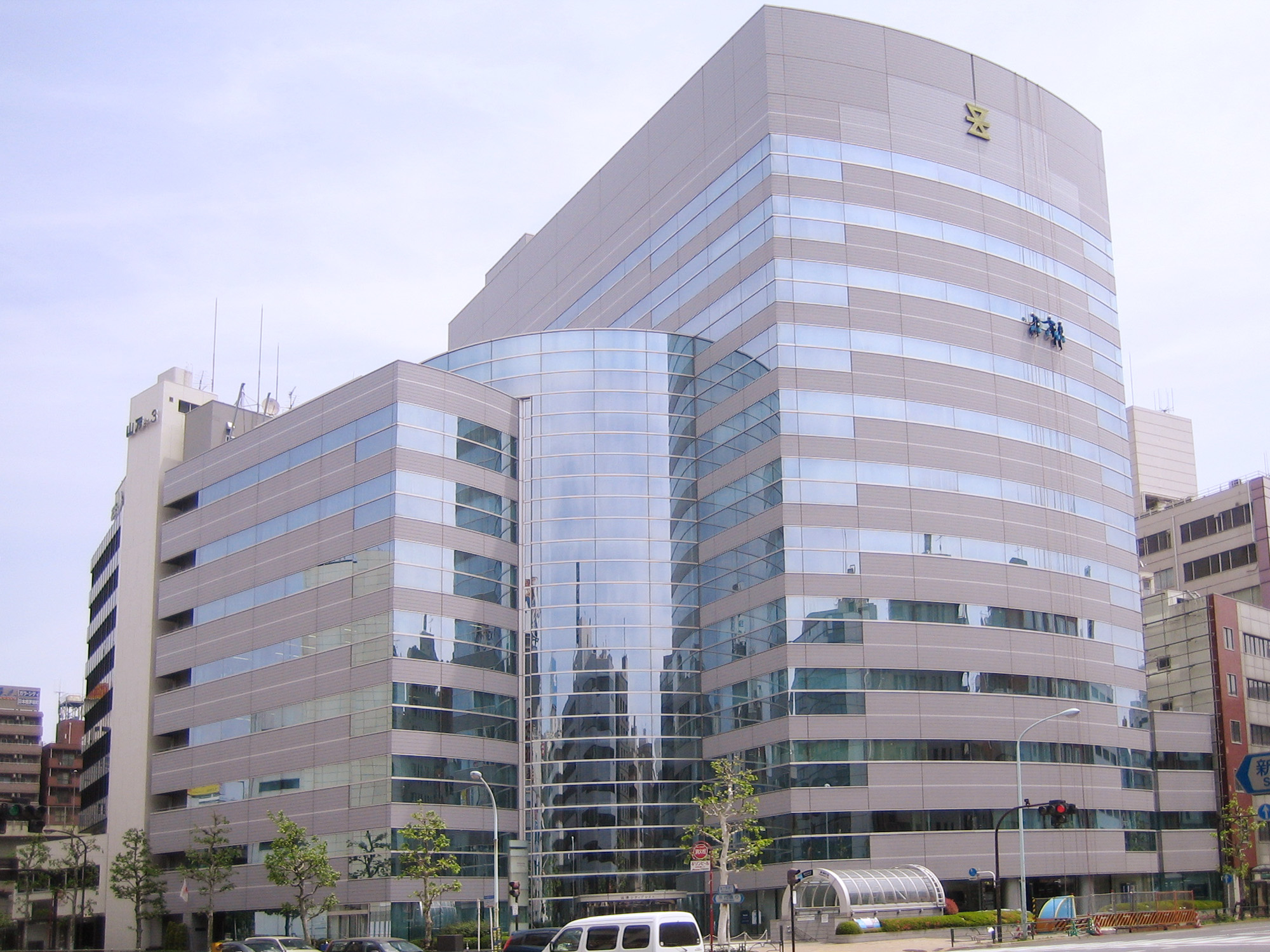
카오 본사의 일부인 시부사와 시티 플레이스 A동

카오 주식회사(일본어: 花王株式会社 카오 가부시키가이샤, 영어: Kao Corporation)는 도쿄도 주오구 니혼바시카야바정에 본사를 둔 일본 굴지의 화학 기업이다.
가정용이나 업무용 세제, 화장품, 식품을 제조·판매하고, 세제, 화장품에서는 일본내 최고를 자랑하며, 화장품 매출에서는 2위(자회사 포함)를 기록하고 있었다. 같은 화장품 제조 업체의 가네보 화장품을 100% 자회사로 소유하고 있다. 원료로부터의 일관 생산 및 물류·판매 시스템에 강점이 있고, 일본 국내외에 많은 공장과 매장을 가지고 있다.
현재 CI는 ‘자연과 조화를 이루는 풍요로운 매일을 목표로’(自然と調和する こころ豊かな毎日をめざして)이다.

## 기업 개요
일본을 대표하는 가정용품 제조 업체로 많은 부문에서 높은 점유율을 자랑하며, 특히 세탁 세제의 점유율은 압도적이다. 또한 최근에는 체지방을 에너지로 태워 쉽게 음료 "헬시아"와 같은 기능계 식품 및 애완 동물 용품도 판매하고 있어 높은 수익성을 자랑하고 있다. 이외에도 많은 사업을 전개하고 있으며, 라이온, P&G 재팬, 유니레버 재팬, 시세이도, 선스타 등 다양한 일본내 기업과 경쟁하고 있다.
화장품 SOFINA (소피나), est (에츠), 가네보 등의 브랜드를 가지고 있으며, 화장품 분야의 점유율은 일본내 2위이다.

## 역사
1887년 나가세 토미로(1863~1911) 창업주가 도쿄도 니혼바시바쿠로쵸에 '나가세상점'을 세운 게 본사의 기원이다. 초기에는 비누, 탈취제 및 문방구 수입판매를 하다가 1902년 우케지공장을 세우고, 1923년 아즈마마치공장을 세운 후 1925년 '카오비누주식회사나가세상회'로 법인화되었다. 1934년 가사과학연구소를 세운 후 이듬해에 아즈마마치공장을 떼내 대일본유지를 세웠고, 1943년에 텟코샤(현 도호쿠토소화학)와 합작해 '닛폰유기'를 세웠다.
1945년 패전 후 이듬해에 사명을 '카오 주식회사'로 변경했고, 1949년 대일본유지와 합병해 '카오유지'가 됐고, 1954년 (구)카오비누와 합병돼 상호명도 '카오비누 주식회사'로 갈았다. 1964년 태국과 대만에 각각 첫 현지법인을 세우고 1968년 서독 바이어스도르프와 합작해 '니베아카오'를 세웠으며, 1977년 미국 콜게이트-팔모레 사와 합작해 '카오콜게이트오랄프로덕츠(Kao Colgate Oral Products)'를 세워 1985년까지 콜게이트 제품을 판매했다. 1985년, 다시 현 사명(카오 주식회사)으로 변경 후 1987년 미국 하이포인트 케미컬을 비롯해 1988년 미국 앤드류 저겐스, 1989년 서독 골드웰 등을 각각 인수했고, 1999년 다키야카오상사 등 지역 8개 판매자회사들을 합병해 '카오판매'를 출범시켰다. 화장품업계에서 4위에 그치자, 화장품 사업의 강화를 진행하였고, 2006년 기준으로 업계 2위였던 가네보까지 인수해 자회사화했다. 이 덕분에 1위 가정용품 회사였던 카오는 화장품업계에서도 4위에서 2위로 급부상하게 되었다.

## 연혁
- 1887년 6월 - 카오 주식회사 창립, 창립자 나가세 토미로가 니혼바시 바쿠로쵸에 카오 주식회사 이전의 "나가세 상점"을 창업 (비누나 수입 문구 등을 판매함)
- 1923년 - "아즈마쵸 공장"(현재의 도쿄 공장) 조업 개시, 비누 생산 시작
- 1925년 - "카오 비누 주식회사 나가세 상회" 설립
- 1928년 - "아즈마쵸 공장"(현재의 도쿄 공장)에서 탈취제 생산 시작
- 1935년 - 아즈마쵸 공장을 독립시켜 "대일본 유키 주식회사" 설립
- 1940년 - 주식회사 테츠교샤와 절반 출자로 "일본 유키 주식회사" 설립
- 1946년 - "카오 비누 주식회사 나가세 상회"가 "주식회사 카오"로 개칭.
- 1949년 - "카오 비누 주식회사"로 사명 변경. 카오와 대일본 유지가 합병해 "카오 유키 주식회사"로 개칭.
- 1954년 - 카오 비누와 카오 유키가 합병하여 신 "카오비누주식회사"로 개칭.
- 1968년 - 독일 바이어스 도르프 사와의 제휴를 통해 "니베아 카오 주식회사" 설립
- 1976년 - 일본 콜 게이트 팔머 리브와 합작으로 "카오 콜 게이트 구강 프로덕트 주식회사"를 설립. 이듬해 1977년부터 1985년 3월까지 카오 구강 제품을 판매.
- 1985년 10월 1일 - 사명을 "카오 주식회사"로 변경하고 CI 도입.
- 1987년 6월 - 창업 100주년.
- 2006년 1월 - 화장품 기업 가네보를 인수, 자회사가 됨.
- 2009년 10월 - 새로운 CI를 도입
- 2014년 4월 2일 - 사카타 공장에 신설 된 위생 제품 공장이 조업 개시.

## 주요 거점

### 사업장
- 가야바 사업장 (도쿄도 주오구 본사)
- 스미다 사업장 (도쿄도 스미다구)
- 오사카 사업장 (오사카부 오사카시 니시구)

### 공장
- 사카타 공장 (야마가타현 사카타시)
- 도치기 공장 (도치기현 하가군 이치카이정)
- 가시마 공장 (이바라키현 가미스시)
- 도쿄 공장 (도쿄도 스미다구·스미다 사업장 내)
- 가와사키 공장 (가나가와현 가와사키시 가와사키구 )
- 도요하시 공장 (아이치현 도요하시시 아케미도 시 )
- 와카야마 공장 (와카야마현 와카야마시)
- 에히메 새니터리 프로덕츠 (에히메현 사이조시)

### 연구소
- 도치기 연구소 (도치기현 하가군 이치카이쵸·도치기 공장)
- 도쿄 연구소 (도쿄도 스미다 구·스미다 사업장 내)
- 와카야마 연구소 (와카야마현 와카야마 시 와카야마 공장 내)

## 주요 브랜드

### 스킨·바디 케어 제품
- 비오레
- 큐렐
- 니베아
- 카오 화이트
- 카오 퓨어 휩
- 아릭스
- 에모리카 벌꿀피부 바디로션
- 8x4

### 구강 케어 제품
- 클리어 클린
- 퓨오라
- 딥클린
- 알소금약용 치약 [의약 부외품]
- 가드 헬로 [의약 부외품]
- 체크 (여성전용 칫솔)

### 헬스 케어 제품
- 버블 [의약 부외품]
- 샤워 타임 버블 에모리카 약용 스킨 케어 입욕액 [의약 부외품]
- 비오레 u
- 큐렐 입욕제 [의약 부외품]

### 헤어 케어 제품
- 세그레타 (Segreta)
- 아지엔스 (Asience)
- 에센셜 (Essential)
- 메리트 (Merit) -비듬전용 샴푸, 린스
- 큐렐 [의약 부외품]
- 블로네 (Blaune) - 새치머리용 염색제
- 리제 (Liese) - 트리트먼트 전용
- 케이프 - 헤어 스프레이
- 퓨리티아 - 홍콩, 말레이시아, 싱가포르에서는 '리제'로 판매되고 있으며, 일본에서도 2011년 2월부터 "Liese" 로고가 삽입 된 단독 브랜드로 판매되고 있다.

### 남성용
- 비오레 포맨
- 니베아 포맨
- 석세스

### 화장품
- 소피나 (SOFINA)
- 에스트 (est) - 백화점 전용 화장품 브랜드.
- 가네보 화장품과 몰튼 브라운은 카오의 그룹 회사의 제품이다.

### 의류 제품의 청소 제품
의류 용 세제
- 어택 - 세계 최초의 컴팩트 세제.
- 뉴 비즈 (New Beads) - 일반 세탁 전용 합성세제
- 에멀 (Emal)  - 드라이 세탁 전용 세제. 울 마크 인증 제품.

섬유 유연제
- 허밍 (humming) - 의류 용 섬유 유연제
- 플레어 향수

의류 용 표백제
- 하이드로 하이타 - 백색 전용 염소계 표백제.
- 와이드 하이타 - 의류용 표백제.

호제 의류 용 스타일링
- 키핑 - 액체 세탁 접착제
- 스타일 케어 의류 미스트 - 미스트 타입의 의류 용 주름 제거제.

의류 용 향수
- 플레어 향수 의류 리프레쉬 미스트

### 의류 직물 제품 공간 용 탈취제
- 리셋 슈 - 의류용 섬유탈취제
- 리셋 슈 - 의류용 살균탈취제

### 부엌 거주 청소 제품
공통 제품
- 하이타
- 매지클린
- 퀵클

세제
- 패밀리 - 주방 용 세제
- 큐큐 토

주방용 표백제
- 하이타

부엌 청소 용품
- 매지클린 - 주방 용 세제
- 하이타
- 퀵클
- 퀵클 펀치

주거용 와이퍼
- 퀵클

집 먼지 제게제
- 퀵클

목욕 케어 제품
- 매직 린
- 하이타
- 욕조 물 원더 다음날도 목욕탕 물 깨끗하게

욕실 청소 제품
- 매직 린
- 하이타

### 식품 밎 음료
- 헬시아 (healthya) - 청량 음료

### 위생 용품·온열 용품
- 메리즈 - 유아 용 기저귀
- 로리에 - 여성 용 생리대
- 스피드 가드 - 남성 용 기저귀
- 릴리프 - 팬티형식의 성인 용 요실금 속옷
- 흡수 세이프티 - 냅킨
- 사니나 [의약 부외품] - 항문 약용 청결제
- 메구리즘 - 증기 온열 시트

## 애완용품
- 냥토모 - 컴팩트 사이즈의 고양이 시스템 화장실.
- 헤루스라보 - 개 사료.

## 관련 회사
일본
- 카오 고객 마케팅
- 카오 머천다이징 서비스
- 니베아 카오
- 카오 퀘이커
- 카오 상사
- 카오 정보 네트워크
- 카오 시스템 물류
- 니코 제지
- 카오 전문 서비스
- 이노카미
- 가네보 화장품
- 카오 예술·과학 재단

해외
- 카오 (중국) 투자 유한 공사
- 상하이 카오 화학 유한 공사
- 카오 (상해) 상품 복무 유한 공사
- 카오 (상해) 무역 유한 공사
- 항주 덴카
- 카오 유한 공사
- 중산 카오 화학 유한 공사
- 카오 (중국) 연구 개발 중심 유한 공사
- 카오 (홍콩) 유한 공사
- 카오 화학 (홍콩) 유한 공사
- 카오 (대만) 주식 유한 공사
- 카오 (인도네시아)
- 인도네시아 카오 화학
- 카오 (말레이시아)
- 파티 케미칼 (말레이시아)
- 카오 비누 (말레이시아)
- 카오 오레오 화학 (말레이시아).
- 카오 플라스티 사이저 (말레이시아)
- 피리피나스 카오
- 카오 (싱가포르)
- 카오 소비자 Products (동남아시아)
- 태국 카오 실업
- 태국 카오 상업
- 카오 (베트남)
- 카오 (호주)
- 키미 카오
- 카오 브랜즈
- 카오 스페셜리티스 미국
- ADM 카오
- 카오 (프랑스)
- KPSS독일 카오 화학
- 유럽 카오 화학 (Kao Chemicals Europe SL)
- 카오 (스페인)